# دلجا
قرية دلجا هي إحدي القرى التابعة لمركز دير مواس بمحافظة المنيا في جمهورية مصر العربية. حسب إحصاءات سنة 2006، بلغ إجمالي السكان في دلجا 63751 نسمة، منهم 32876 رجلا و30875 امرأة.

## التاريخ
تعد قرية دلجا من القرى القديمة، حيث زعم إميل أميلينو في كتابه «جغرافية مصر في العصر القبطي» أن اسمها القبطي «Etelke»، كما ذكرها ياقوت الحموي في كتابه معجم البلدان، فقال عنها: «قرية بصعيد مصر من غربي النيل في الجبل بعيدة عن الشاطئ».
ورد كذلك اسم «دلجة» في كتاب قوانين الدواوين للأسعد بن مماتي من أعمال الأشمونين، وهو الاسم الذي وردت به في الروك الصلاحي الذي أجراه السلطان الأيوبي الناصر صلاح الدين سنة 572هـ/1176م، كما وردت باسم «دلجا» من أعمال الأشمونين في كتاب «التحفة السنية في أسماء البلاد المصرية» لابن الجيعان الذي حصر القرى المصرية بعد الروك الناصري الذي أجراه السلطان المملوكي الناصر محمد بن قلاوون سنة 715هـ/1315م. وفي تاريخ 1230هـ/1815م الذي تم في عهد محمد علي باشا باسم «دلجا» ضمن قرى مديرية أسيوط.
فيما زعم علي باشا مبارك في كتابه «الخطط التوفيقية» أن اسمها قديمًا «تجلى»، وقال عنها: «بلدة كبيرة من قسم ملوي من مديرية أسيوط داخل حوض الدلجاوي قبلي اليوسفى قريبة من حاجز الجبل الغربى، بها جوامع ونخيل، ولها سوق جمعي، ... كان فيها دير وكنيسة باسم ماري أنوفر»، كما ذكر أنه وقعت بالقرب منها معركة بين جند محمد علي باشا وجند المماليك في رجب 1215هـ/أغسطس 1810م كانت الغلبة فيها لجند محمد علي باشا.

## المناخ
يظهر الجدول التالي التغييرات المناخية على مدار السنة لدلجا:
| البيانات المناخية لـدلجا                | البيانات المناخية لـدلجا | البيانات المناخية لـدلجا | البيانات المناخية لـدلجا | البيانات المناخية لـدلجا | البيانات المناخية لـدلجا | البيانات المناخية لـدلجا | البيانات المناخية لـدلجا | البيانات المناخية لـدلجا | البيانات المناخية لـدلجا | البيانات المناخية لـدلجا | البيانات المناخية لـدلجا | البيانات المناخية لـدلجا | البيانات المناخية لـدلجا |
| الشهر                                   | يناير                    | فبراير                   | مارس                     | أبريل                    | مايو                     | يونيو                    | يوليو                    | أغسطس                    | سبتمبر                   | أكتوبر                   | نوفمبر                   | ديسمبر                   | المعدل السنوي            |
| --------------------------------------- | ------------------------ | ------------------------ | ------------------------ | ------------------------ | ------------------------ | ------------------------ | ------------------------ | ------------------------ | ------------------------ | ------------------------ | ------------------------ | ------------------------ | ------------------------ |
| متوسط درجة الحرارة الكبرى °م (°ف)       | 21.1 (70.0)              | 23.3 (73.9)              | 26.5 (79.7)              | 31.5 (88.7)              | 34.5 (94.1)              | 35.3 (95.5)              | 35.4 (95.7)              | 34.8 (94.6)              | 32.3 (90.1)              | 30.9 (87.6)              | 26.6 (79.9)              | 22.3 (72.1)              | 29.5 (85.2)              |
| المتوسط اليومي °م (°ف)                  | 12 (54)                  | 14 (57)                  | 16.9 (62.4)              | 21.7 (71.1)              | 25.3 (77.5)              | 26.7 (80.1)              | 27.3 (81.1)              | 27.1 (80.8)              | 24.9 (76.8)              | 22.9 (73.2)              | 18.3 (64.9)              | 14.2 (57.6)              | 20.9 (69.7)              |
| متوسط درجة الحرارة الصغرى °م (°ف)       | 3 (37)                   | 4.7 (40.5)               | 7.3 (45.1)               | 11.9 (53.4)              | 16.2 (61.2)              | 18.2 (64.8)              | 19.2 (66.6)              | 19.4 (66.9)              | 17.6 (63.7)              | 14.9 (58.8)              | 10.1 (50.2)              | 6.1 (43.0)               | 12.4 (54.3)              |
| الهطول مم (إنش)                         | 0 (0)                    | 1 (0.0)                  | 1 (0.0)                  | 0 (0)                    | 0 (0)                    | 0 (0)                    | 0 (0)                    | 0 (0)                    | 0 (0)                    | 0 (0)                    | 0 (0)                    | 1 (0.0)                  | 3 (0)                    |
| المصدر: Climate-Data.org, altitude: 46m |                          |                          |                          |                          |                          |                          |                          |                          |                          |                          |                          |                          |                          |